# Merenda

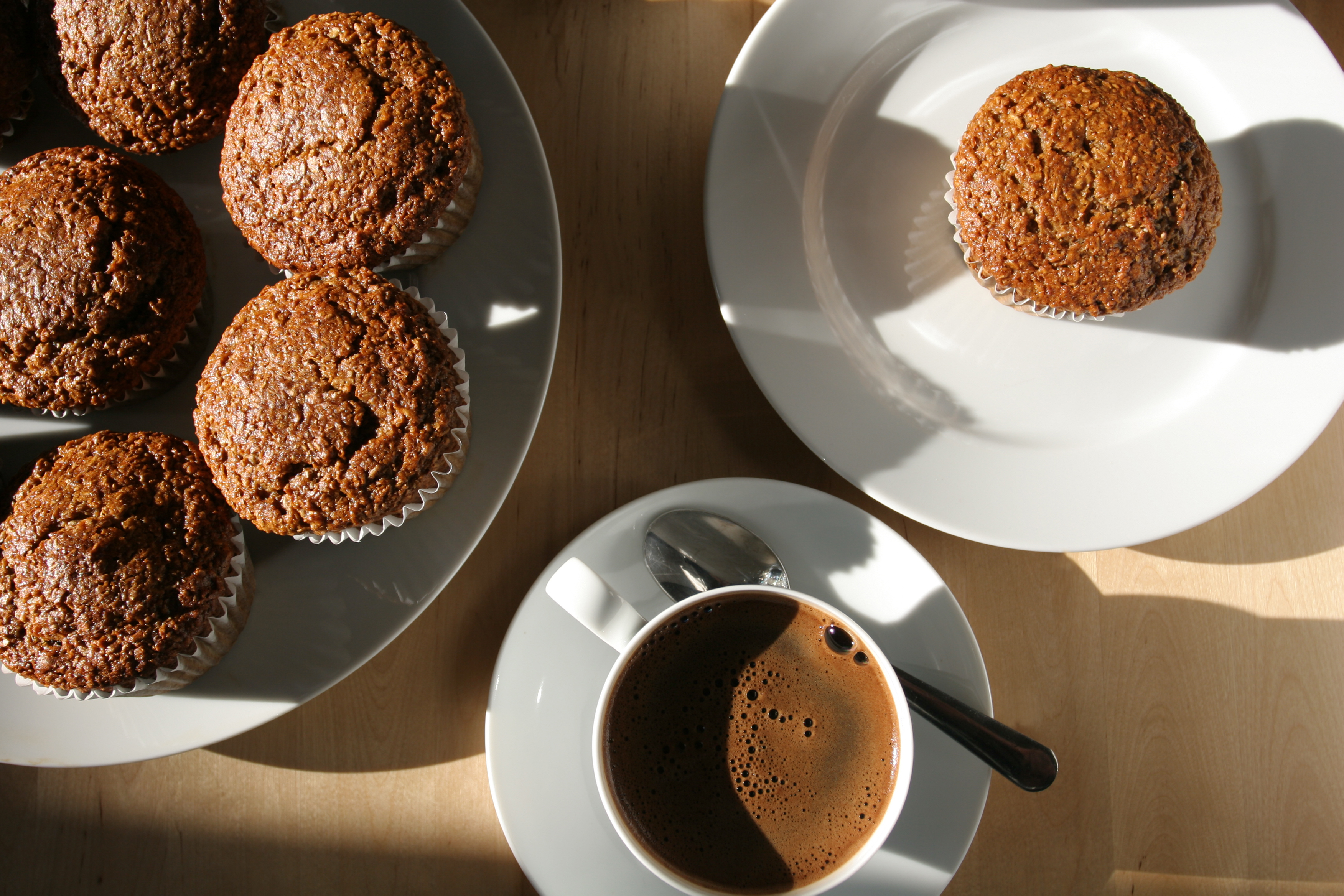
Caffè e muffin, una tipica merenda pomeridiana

La merènda (dal latino merenda, traducibile come "cose da meritarsi") è un pasto leggero, composto solitamente da cibi non cucinati, che si consuma nel periodo tra il pranzo e la cena.
Il termine merenda viene usato anche per uno spuntino mattutino, che gli alunni delle scuole consumano a metà mattina.

## Storia
È difficile conoscere l'origine della merenda, ma se ne trovano tracce scritte in epoca romana. Gli antichi romani consumavano un solo vero pasto la sera, circa due o tre ore prima del tramonto. Gli altri pasti, colazione e pranzo, erano molto leggeri e la merenda era riservata ai bambini.
Nell'Ottocento in Piemonte, si parlava di merenda sinoira per indicare un pasto fatto dai contadini dopo le cinque del pomeriggio, durante la bella stagione. Con l'allungarsi delle giornate, i contadini restavano più a lungo attivi e necessitavano di più energie. Questo piccolo pasto li rifocillava prima della cena serale, permettendogli così di lavorare più a lungo.

## Galleria d'immagini

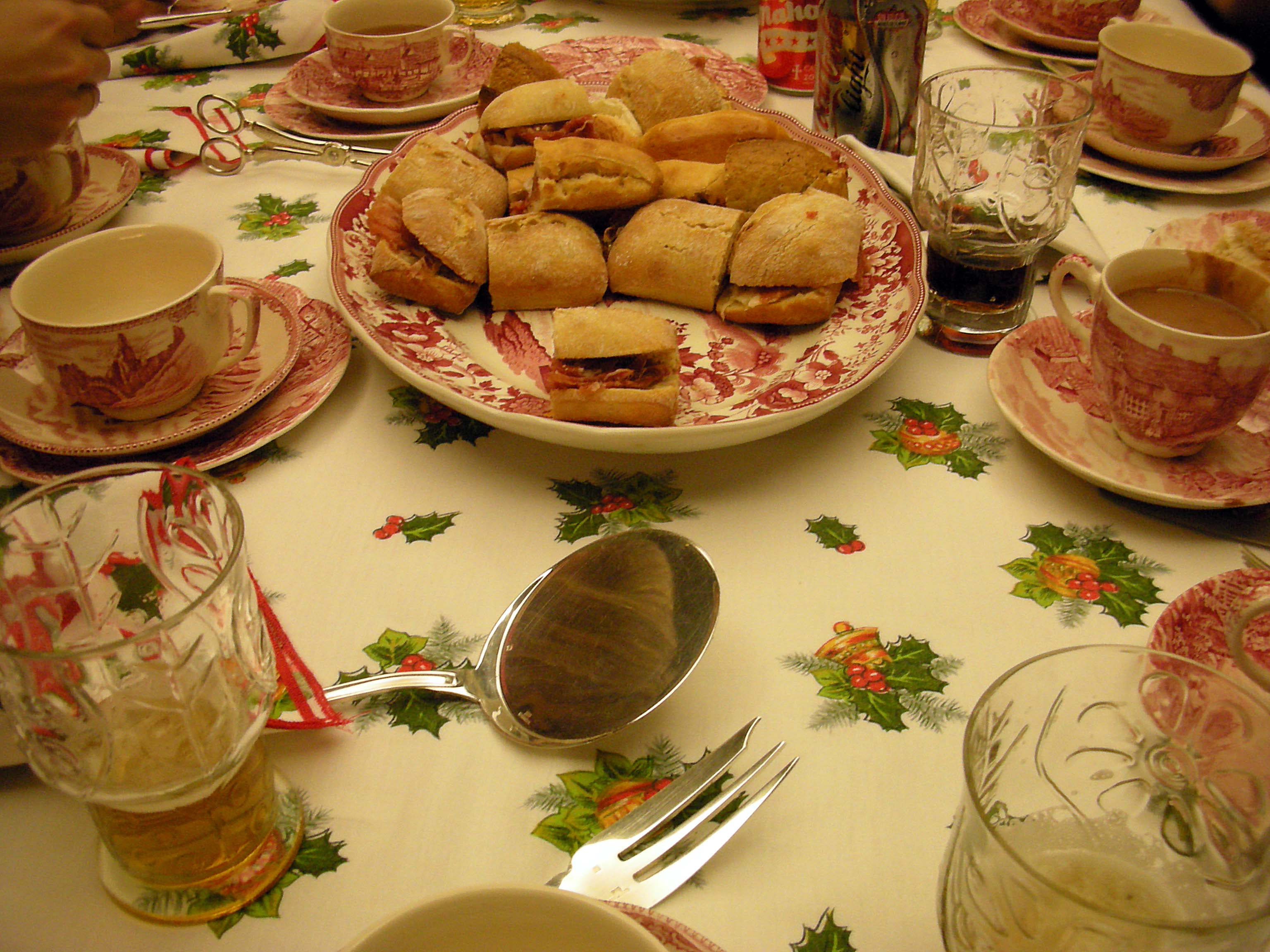
Piatti tipici della merenda
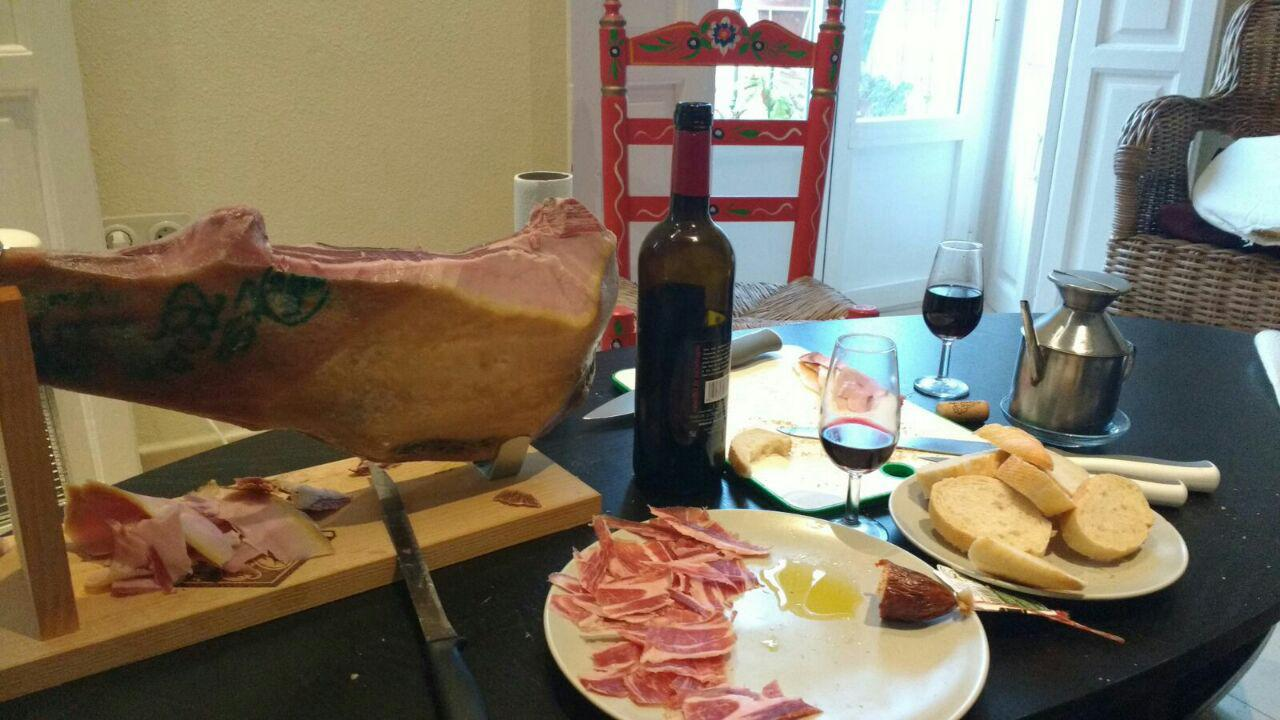
Tipica merenda vespertina del sud della Spagna
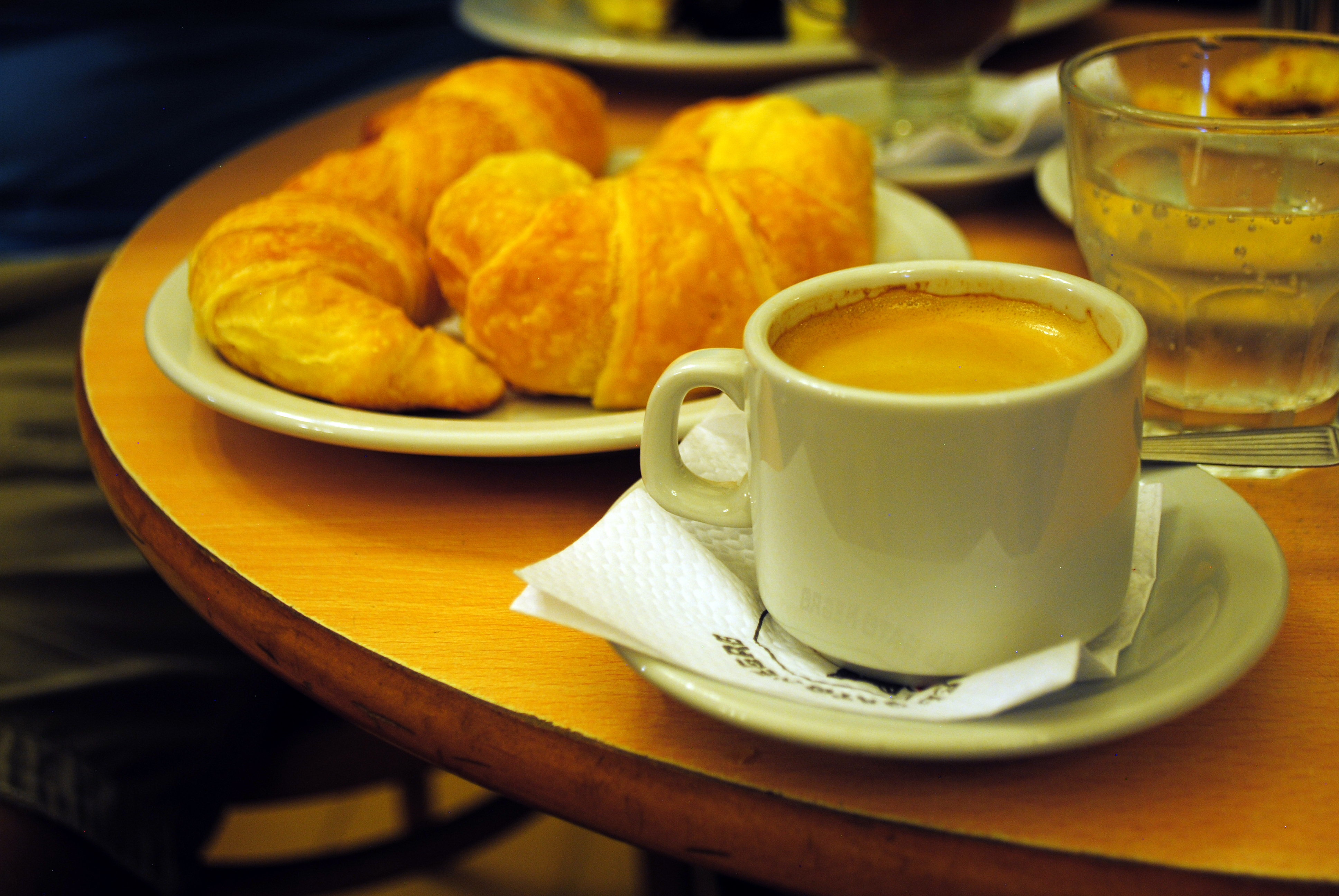
Servizio tradizionale di merenda al Café El Gato Negro, Buenos Aires
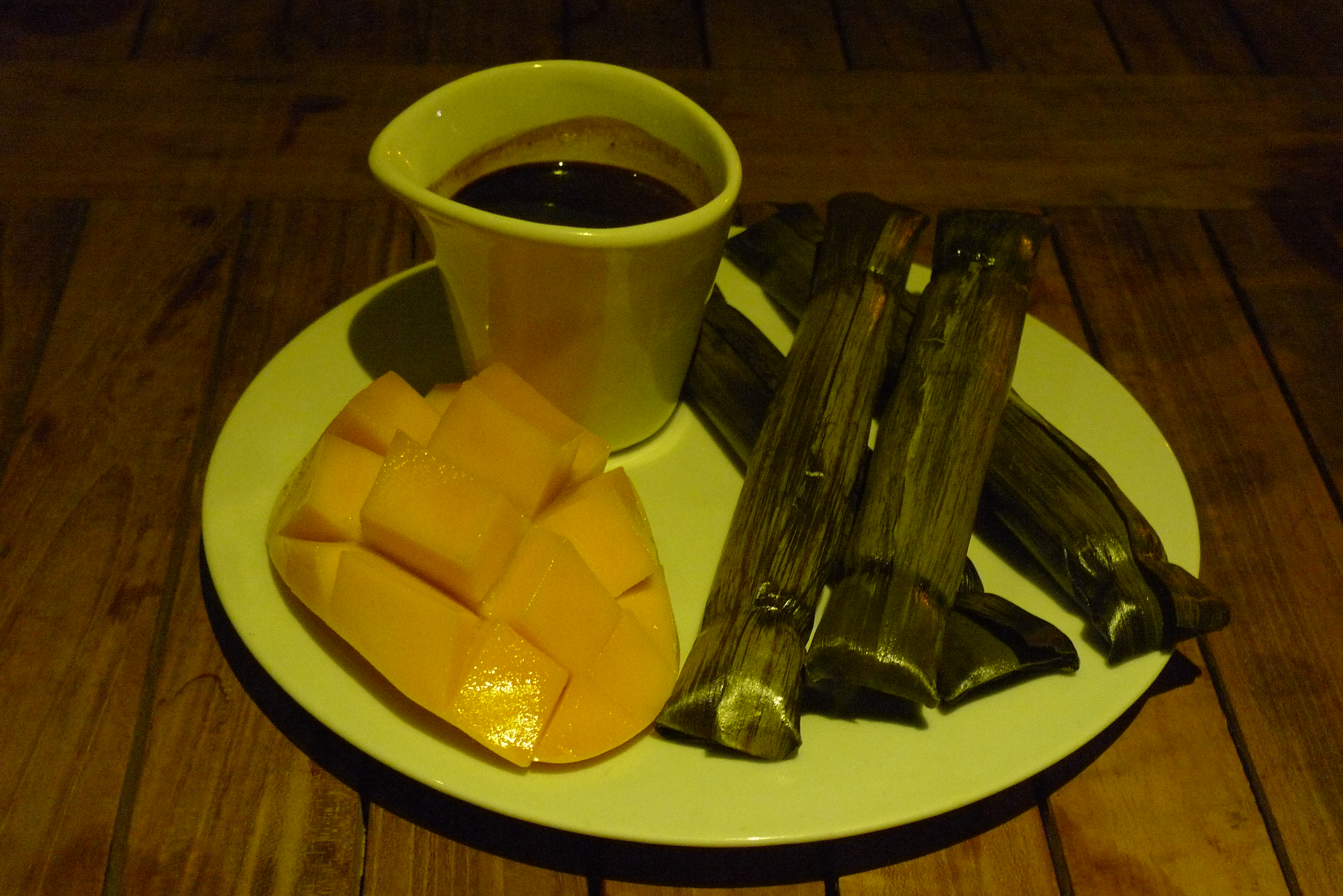
Una meryenda tipica delle Filippine